# Voithenberghütte

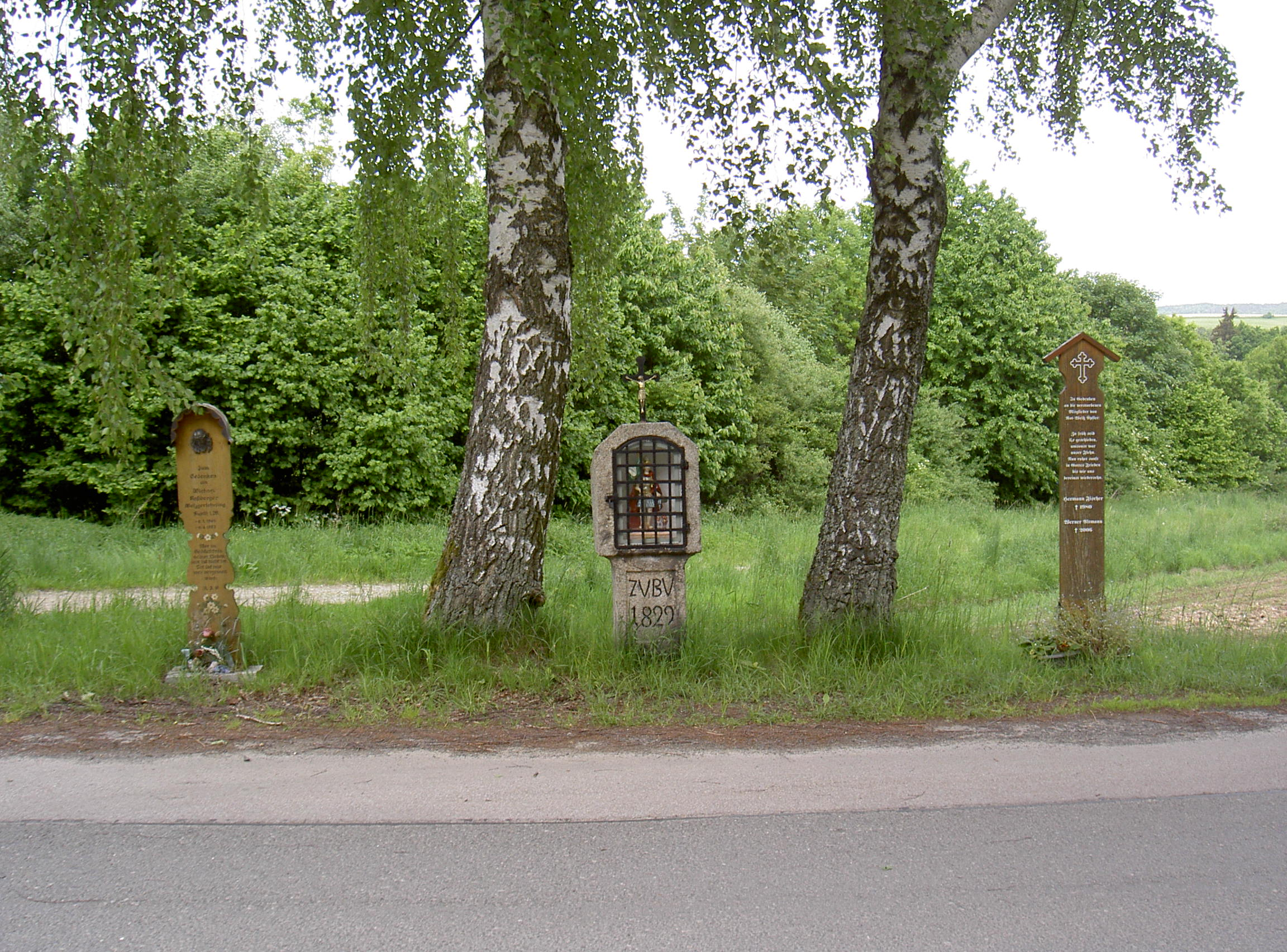
Voithenberghütte, Florian-Statue

Voithenberghütte ist ein Ortsteil der Stadt Furth im Wald im Landkreis Cham des Regierungsbezirks Oberpfalz im Freistaat Bayern.

## Geografie
Voithenberghütte liegt 3 Kilometer nordwestlich von Furth im Wald und 1,3 Kilometer südlich der tschechischen Grenze. Voithenberghütte liegt 500 Meter nördlich der Gebirgsstraße, die Waldmünchen mit Furth im Wald verbindet. Diese führt mitten durch das Gebirge und erreicht bei dem Pass zwischen dem 902 Meter hohen Reiseck im Norden und dem 828 Meter hohen Dachsriegel im Süden eine Höhe von 800 Metern. 700 Meter nordöstlich von Voithenberghütte liegt der Ortsteil Hammerschmiede am Ufer der Kalten Pastritz. Dieser Ortsteil gehört zu Voithenberghütte.

## Geschichte
Voithenberghütte (auch: Voithenbergöd, Voithenberg-Oede) wurde 1803 von Zacharias Freiherr Voith von Voithenberg im Rahmen der Industriesiedlung Voithenbergöd gegründet. Voithenbergöd bestand aus Voithenberg und Voithenberghütte. In Voithenberghütte, östlich von Voithenberg, befindet sich im Ortsteil Hammerschmiede eine bis in die Gegenwart erhaltene denkmalgeschützte Hammerschmiede, erbaut 1823.
Voithenberghütte gehörte 1815 zum Ortsgericht Herzogau. Zu Beginn des 19. Jahrhunderts wurden die Sonderrechte des Adels eingeschränkt und neu geordnet. Dies betraf auch die Gerichtsbarkeit. Eine gänzliche Beseitigung der adligen Gerichtsbarkeit war in Bayern zu diesem Zeitpunkt noch nicht durchsetzbar. Ab 1808 war es für Adlige möglich in zusammenhängenden Bezirken mit mindestens 50 Familien Ortsgerichte zu bilden. In diesem Zusammenhang bildete Zacharias Freiherr von Voithenberg 1815 das Ortsgericht Herzogau mit den Orten Herzogau, Oberhütte (= Althütte), Pucher, Unterhütte, Voithenbergöd (= Voithenberghütte und Voithenberg), Lengau, Sonnhof und Posthof. Dieses Ortsgericht hatte 102 Familien. Aus diesem Ortsgericht wollte er ein Patrimonialgericht I. Klasse und etwas später ein Patrimonialgericht II. Klasse bilden. Diese Bemühungen führten zu langwierigen juristischen Auseinandersetzungen, Beschwerden und Prozessen mit dem Innenministerium der Regierung des Regenkreises, die schließlich 1848 mit der Aufhebung der Patrimonialgerichtsbarkeit ein Ende fanden.
1808 wurde die Verordnung über das allgemeine Steuerprovisorium erlassen. Mit ihr wurde das Steuerwesen in Bayern neu geordnet und es wurden Steuerdistrikte gebildet. Dabei kam Voithenberghütte zum Steuerdistrikt Herzogau. Der Steuerdistrikt Herzogau bestand aus den Dörfern Herzogau, Pucher, Oberhütte (= Althütte), Ulrichsgrün, Unterhütte, Voithenbergöd (= Voithenberghütte und Voithenberg), den Weilern Lengau und Posthof und der Einöde Sonnhof.
1815 genehmigte das Innenministerium die Umgliederung der voithenbergischen Industrieansiedlung Öd (= Voithenberghütte und Voithenberg) vom Landgericht Cham in das Landgericht Waldmünchen mit der Begründung, dass sie in engem Zusammenhang zu Herzogau stehe.
1820 wurden im Landgericht Waldmünchen Ruralgemeinden gebildet. Dabei wurde Voithenbergöd (= Voithenberghütte und Voithenberg) mit 41 Familien Ruralgemeinde. 1830 wurde Voithenbergöd der Gemeinde Herzogau zugeordnet.
1972 wurde der Landkreis Waldmünchen aufgelöst. Dabei kam Voithenbergöd (= Voithenberghütte und Voithenberg) zur Stadt Furth im Wald. Herzogau und die anderen Gemeindeteile der ehemaligen Gemeinde Herzogau kamen zur Stadt Waldmünchen.
Voithenberghütte gehört zur Pfarrei Furth im Wald. 1997 hatte Voithenberghütte 47 Katholiken.

## Einwohnerentwicklung ab 1815
| Jahr | Einwohner     | Gebäude |
| ---- | ------------- | ------- |
| 1815 | 32 Familien * | k. A.   |
| 1820 | 41 Familien * | k. A.   |
| 1838 | 345 *         | 56      |
| 1861 | 263 *         | 29      |
| 1871 | 233 *         | 56      |
| 1885 | 282 *         | 22      |
| 1900 | 306 *         | 22      |

| Jahr | Einwohner | Gebäude |
| ---- | --------- | ------- |
| 1913 | 48        | 3       |
| 1925 | 77        | 6       |
| 1950 | 148       | 10      |
| 1961 | 74        | 12      |
| 1970 | 56        | k. A.   |
| 1987 | 46        | 12      |
| 2011 | 36        | k. A.   |

## Tourismus und Sehenswürdigkeiten
Am Südrand von Voithenberghütte verlaufen der 660 Kilometer lange Goldsteig und der Europäische Fernwanderweg E6. Durch Voithenberghütte führen die Mountainbikewege MTB-Tour 16, 17, 18, 19 und 23. 700 Meter östlich von Hammerschmiede, in der Mitte zwischen Kalter Pastritz im Westen und Warmer Pastritz im Osten, verlaufen auf gemeinsamer Nord-Süd-Route der Iron Curtain Trail (EV13) und der 470 Kilometer lange Radweg München–Regensburg–Prag.
An der Straße, die von Süden nach Voithenberghütte führt, befindet sich ein Bildstock mit der Figur des hl. Florian, Denkmalnummer D-3-72-126-91. Die Figur steht in einem segmentbogigen Gehäuse, welches von einem Inschriftpfeiler getragen wird. Das Ensemble besteht aus Granit und ist mit 1829 bezeichnet.
Im Ortsteil Hammerschmiede nördlich von Voithenberghütte befindet sich die ehemalige Hammerschmiede, Denkmalnummer D-3-72-126-90. Sie ist ein eingeschossiger und traufständiger Krüppelwalmdachbau mit verbrettertem Giebelschrot und Blechdeckung, bezeichnet mit 1823.
Neben der Hammerschmiede steht ein Backofenhäuschen mit derselben Denkmalnummer. Es ist ein Satteldachbau aus dem 19. Jahrhundert.